# WAB (Verein)
Der Verein WAB e. V. ist eine Interessenvertretung der Windenergiebranche in Nordwestdeutschland und bundesweiter Ansprechpartner für die Offshore-Windindustrie. Dem Verein gehören Unternehmen und Institute der Offshore-Windindustrie an. Die Geschäftsstelle der WAB hat ihren Sitz in Bremerhaven. Der Vorstand ist für die strategische Ausrichtung des Vereines verantwortlich.

## Aufgaben und Tätigkeit
Die Vereinsarbeit besteht aus der Förderung von Kooperationen, Internationalisierung, Innovation und Qualifizierung innerhalb der Windbranche. Die WAB nimmt Stellung zu Gesetzesinitiativen und vertritt die Mitgliederinteressen gegenüber der Politik.
Der Verein hilft seinen Mitgliedern, indem er internationale Studienreisen, Messebesuche und Gemeinschaftsstände auf nationalen und internationalen Messen organisiert. Die WAB fördert die Qualifizierung in der Windbranche, indem sie Workshops und Seminare anbietet. Zusammen mit dem Forschungszentrum ForWind organisiert sie das weiterbildende Studium „Windenergietechnik und -management“ sowie das weltweit erste berufsbegleitende „Offshore-Windstudium“. Die WAB regt Kooperationen innerhalb der Windenergiebranche an.
Der Verein organisiert zudem einmal jährlich die internationale WINDFORCE Conference in Bremerhaven und im zweijährlichen Rhythmus die WINDFORCE Baltic Sea. Im Rahmen der WINDFORCE Conference veröffentlicht die WAB die aktuellen Branchenzahlen auf einer Pressekonferenz.
Der Verein gibt regelmäßig einen kostenlosen Newsletter mit Informationen zur Windenergie im Nordwesten und zur Offshore-Windenergie weltweit heraus.
Der Verein hat verschiedene Arbeitskreise. Diese unterteilen sich teilweise noch in weitere Fachgruppen.

## Geschichte
Der Verein wurde 2002 unter dem Namen Offshore Windenergie-Agentur Bremerhaven/Bremen e. V. von 18 Mitgliedern gegründet. Die Zahl der Mitglieder wuchs bis zum Jahre 2007 auf über 200. Eine eigene Projektgesellschaft wurde 2009 mit der Firma germanwind GmbH gegründet. Im Laufe der Zeit wuchs das Netzwerk auf rund 400 Mitglieder Ende 2012. Die WAB vertritt mittlerweile Unternehmen weit über die Nordwest-Region hinaus. Um diese überregionale Ausrichtung zu betonen, entschieden sich die Mitglieder auf der jährlichen Mitgliederversammlung, den Zusatz „Bremerhaven/Bremen“ aus dem Namen zu streichen. Bis 2018 unterhielt die WAB ein Büro in Berlin.

## Staatliche Förderung
Die WAB wurde vom Land Bremen in den Jahren 2002 bis 2013 mit insgesamt rund 2,155 Millionen Euro gefördert und erhielt außerdem im gleichen Zeitraum EU-Mittel von 855.000 Euro.